# 고이즈미 준야
고이즈미 준야(小泉純也, 1904년 1월 24일 - 1969년 8월 10일)는 일본의 정치인이다. 중의원 의원, 방위청 장관을 지냈다. 옛 성은 사메지마(鮫島)이고, 별명은 ‘안보남’(安保男)이었다.
중의원 부의장, 체신대신, 요코스카시장 등을 역임한 고이즈미 마타지로의 사위이자, 총리를 지낸 고이즈미 준이치로의 아버지이다. 네즈 재벌의 대점장이었던 사메지마 소이치로는 사촌이다. 요코스카 시의회 의장을 맡은 이료 카츠미는 조카이다.

## 생애
가고시마현 가와베군 동쪽 가세다 마을(이후의 만세이 정, 가세다 시 현재의 미나미사쓰마시)에서 어업에 종사하는 사메지마 가문에서 태어났다. 아버지인 야자에몬(弥左衛門)은 사업에 실패했고, 지역 가다랭이 공장에서 근무하다가 준야가 11세의 나이일 때 사망했다. 어머니가 3남 6녀를 키웠는데, 집이 가난하여 준야 형제 중 3명이 사망했다. 당시 가세다 지구는 가난한 가정이 많았는데 대부분의 자제가 이주해서 흘러들고 있었다. 준야도 초등학교를 졸업하고 가고시마시에 일하러 나갔다.
가고시마 실업의 야학에 다니면서 시내에 있는 포목점 야마가타야 (현 백화점)에 근무했다.
학교를 나와 조선은행에 일자리를 구하고자, 차 심부름을 했다. 또한 직공으로 오사카와 가나가와 츠루미의 아사히 글라스 공장에서 일했다.
국회의원 이와키리 시게오의 서생이 되어 일본대학 법학부 정치학과의 야학에 다니며 1930년에 졸업했다. 이와키리의 소개로 입헌민정당의 직원이 된다. 그리고 같은 가고시마 출신의 의원 도코나미 다케지로(床次竹二郎)의 가르침을 받았다.
고이즈미 마타지로가 간사장을 맡고 있는 입헌민정당 사무직원이었을 때 그 딸인 요시에를 알게 되었다. 마타지로의 처소에 출입하던 중 2 사람은 사랑에 빠졌다. 그러나 마타지로는 두 사람의 관계를 반대했다. 두 사람은 사랑의 도피를 하여 도쿄 아오야마의 도주카이 아파트에서 동거를 시작했다. 마타지로는 ‘돌아오라’고 신문에 사람 찾는 란에 광고까지 내었다. 고이즈미와 요시에의 결혼에 대해 마타지로의 양녀였던 곤도 도시코는 “정말 힘들었다구요. 어쨌든 사랑의 도피나 다름없는 결혼이었으니까요. 요시에 씨는 잘 생긴 취향에, 잘 생긴 남자를 보면 한방이에요. 마타지로 씨는 더 좋은 곳에서 사위를 갖고 싶다고 생각하고 있었으니 굉장히 반대를 하며 화를 냈습니다”라고 말했다.
결국 마타지로 쪽이 양보를 해서 준야가 “국회의원이 될 수 있으면 함께 하는 것을 허용”하겠다고 인정하게 되었다.

## 정치
1937년 고이즈미는 고향인 가고시마현에서 입헌민정당 공천으로 제20대 중의원 의원 총선거에 출마하여, 처음으로 당선됐다. 1942년의 중의원 선거에서는 익찬정치체제협의회의 추천을 받아 당선됐다. 따라서 전후 공직에서 추방되었다. 추방이 해제된 후 구 민정당계 중 기시 노부스케에 가까운 정치가에 의해 결성된 신일본 정치 경제 조사위원회에 참여하고, 이 모임은 이후 일본재건연맹으로 발전했지만, 곧 재건연맹을 탈퇴하고, 개진당에 입당했다. 1952년 의붓아버지 마타지로의 후계자로 가나가와현에서 개진당 공인에서 중의원 의원에 출마, 정계에 복귀했다. 개진당에서는 구 민정당계 우파인 오오아사 타다오, 미야자와 다네오, 노다 다케오, 하마노 세에고, 마나베 기주, 야마모토 구메기치 등과 행동을 함께 하며 유세 부장을 지냈다.
그 후 하토야마 이치로가 이끄는 일본민주당의 결성에 참가하여, 1955년의 보수 연합에 의해 자유민주당이 탄생하면서 이전 민정당계 우파 정치인들이 결집한 오오아사 타다오 파에 속했다. 자민당에서는 당 총무, 부회장 간사장 등을 역임하였고, 오오아사의 사후 기시 노부스케 파 → 후지야마 아이이치로 파 (愛正会)에 소속했다.
1955년 제2차 하토야마 이치로 내각에서는 법무정무차관을 지냈다. 1964년, 제3차 이케다 개조내각과 제1차 사토 내각의 방위청 장관을 역임했다.
1964년 12월 4일, 커티스 르메이의 훈일등 욱일대수장 서훈의 의결에 참여했다. 이 서훈 대해 일부에서는 도쿄 대공습과 원폭 투하에 관여한 르메이에게 수여를 비난했지만 고이즈미는 “공적과 전시의 사정은 별도로 생각한다. 방위청의 조사에 의하면, 당시 르메이는 원폭 투하의 직접 부대의 책임자가 아니었고, 새뮤얼 모리슨에 의하면 원폭 투하는 트루먼 대통령이 직접 지휘한 것이다”고 설명했고, 사토 에이사쿠 총리도 이에 동의하고 있었다. 추천은 방위청 장관 고이즈미 준야와 외무장관인 시나 에쓰사부로가 주도한 것이었다. 르메이는 7일 방위청에서 고이즈미 장관을 방문할 예정이었다. 이 날은 미와 사무차관이 인사를 받았다.
방위청 장관 시절의 1965년, 한반도 유사 시에 자위대가 출동할 수 있는지의 가능성을 방위청 내부에서 극비리에 모색했던 소위 《미쓰야 연구》 문제를 폭로하고 사임했다.
1969년 8월 10일 65세의 일기로 갑작스레 사망했다. 무덤은 요코하마시 가나자와구의 보수원(宝樹院)에 썼다. 장남인 고이즈미 준이치로는 같은 해 총선에 출마했다가 낙선하고, 3년 후 총선에서 처음으로 당선되었다.

## 에피소드

### 어린 시절
이와사키 다이스케의 《다크 사이드 오브 고이즈미 준이치로》에 따르면, 가세다 시에서 준야와 함께 어린 시절을 보냈던 노인 야마모토 테이조(당시 96세)는 준야의 어린 시절에 대해 다음과 같이 언급했다.
| “ | 준야 씨의 집은 시케에서 배를 잃고 몰락해 버렸지만, 옛날에는 동네에서 유수한 어선의 선주였지. 불행은 계속됐고, 확실히 준야 씨가 10살 때 아버지가 돌아가셨고, 16살 정도 때는 어머니도 돌아가셨지. 그 후 전쟁이 있고, 형제는 뿔뿔이 흩어져 버렸어. 준야 씨의 가족은 모두 이 땅을 떠나 버렸지. 우리 친척이 자전거 가게를 하고 있었는데, 어린 시절의 준야 씨가 거기에 자주 자전거를 빌리러 오곤 했지. 준야 씨의 어머니 메이 씨가 항구에서 생선을 사다가 조금 떨어진 마을까지 지렛대를 들고 생선 행상을 나갔지. 매일 고등어와 전갱이를 어부에게 사서 어머니는 행상에 나섰지. 초등학교를 마친 준야 씨는 엄마를 자전거로 데리러 갔어. 엄마의 부담을 조금이라도 줄이기 위해 자전거를 빌린 게지. 저녁이 되면 엄마를 자전 거에 싣고 행상의 짐을 짊어진 준야 씨의 모습이 보였어. | ” |

### 재일 조선인의 북송 사업을 주도
고이즈미 준야는 1950년대 말 재일 조선인 북송 사업에 중심적인 역할을 했다. 당시 자민당 국회의원이면서 ‘재일 조선인 귀국 협력회’의 대표 위원으로 취임한 후 재일 조선인의 북송을 위해 적극적으로 활동한 것으로 확인됐다. 국제 정치 경제 정보지 《인사이드 라인》의 편집장 도시가와 타카오는 고이즈미 준야가 재일 조선인의 북송에 적극적이었던 이유에 대해 “당시 준야 씨의 선거구인 가나가와 2구에 다수의 재일 조선인이 거주하고 있는 가와사키시가 포함되었기 때문으로 추정하고 있다”며 “냉전이 최고조였던 당시 자민당 의원의 신분으로 사회당이나 공산당과 초당파적 회의를 가진 것 자체가 이례적이었다”고 말했다. 또한 도시가와는 “준야가 1930년대에 조선총독부에서 사무관으로 근무하기도 했다”고 말했다.

## 참고 문헌
- 타와라 고타로, 『일본 정치인 부모와 자식의 초상』 中央公論社 (1997년) pp. 257-258
- 우메다 이사오, 『변혁자 고이즈미 가의 3명의 남자들』 角川書店 (2001년)
- 진이코, 『규벌 개정신판 특권 계급의 성쇠의 계보』 角川書店 (2002년) p231, pp. 238-240
- 후지와라 하지메, 『고이즈미와 일본의 병리』 光文社 (2005년) pp. 40-42, pp. 324-325